# Cordes-sur-Ciel

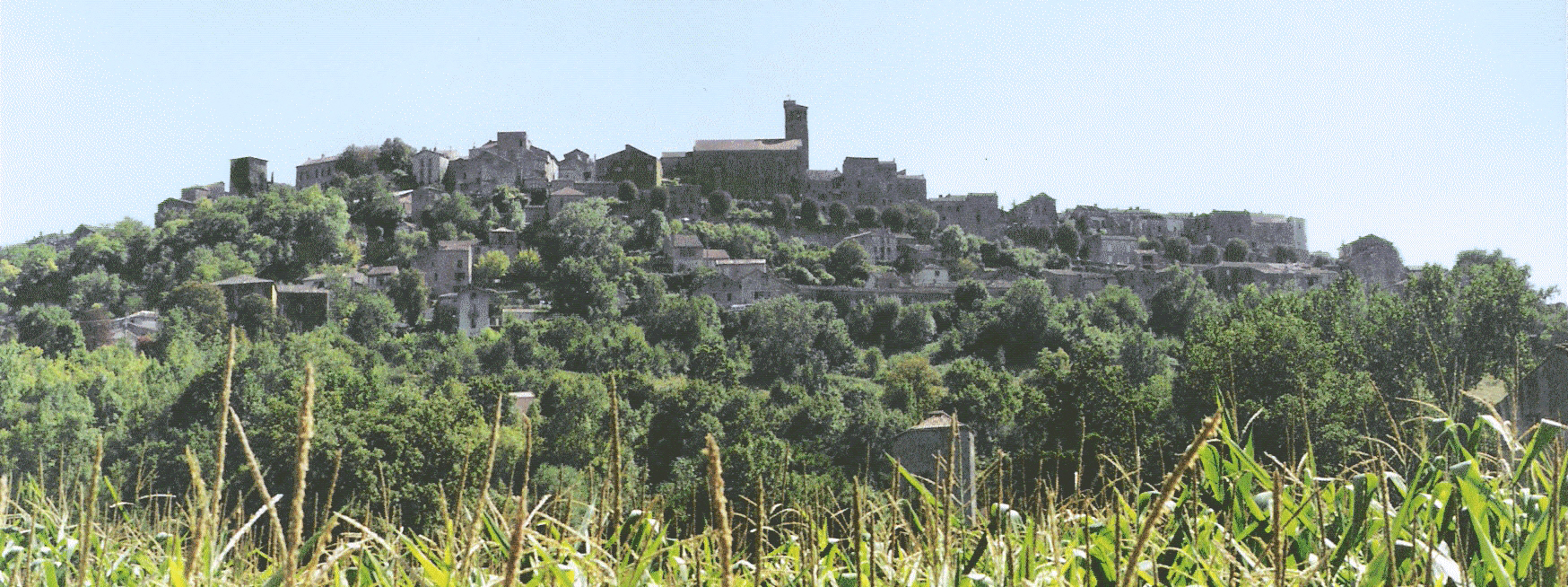
Cordes nhìn từ thung lũng

Cordes-sur-Ciel (tiếng Occitan: Còrdas d'Albigés) là một xã thuộc tỉnh Tarn ở miền nam nước Pháp. Xã này nằm ở khu vực có độ cao trung bình 279 mét trên mực nước biển.
Diện tích là 8,27 km2.